# Redmi K40
Redmi K40 — лінія смартфонів суббренда Xiaomi Redmi, що входять у серію Redmi K. Модельний ряд складається з Redmi K40, K40 Pro, K40 Pro+, K40 Gaming та K40S. Redmi K40, K40 Pro, K40 Pro+ були представлені 25 лютого 2021 року, K40 Gaming — 27 квітня того ж року, а K40S — 17 березня 2022 року. На глобальному ринку Redmi K40 продається як POCO F3, а K40 Pro+ — як Xiaomi Mi 11i. В Індії Redmi K40, K40 Pro+ та K40 Gaming були представлені як Xiaomi Mi 11X, Mi 11X Pro та POCO F3 GT відповідно.
Redmi K40S позиціонується як оновлена версія Redmi K40 з дизайном, подібним до Redmi K50 та K50 Pro, оптичною стабілізацією зображення та швидшою зарядкою. 23 червня 2022 року був представлений POCO F4, основною відмінністю якого від Redmi K40S стала основна камера.

## Дизайн

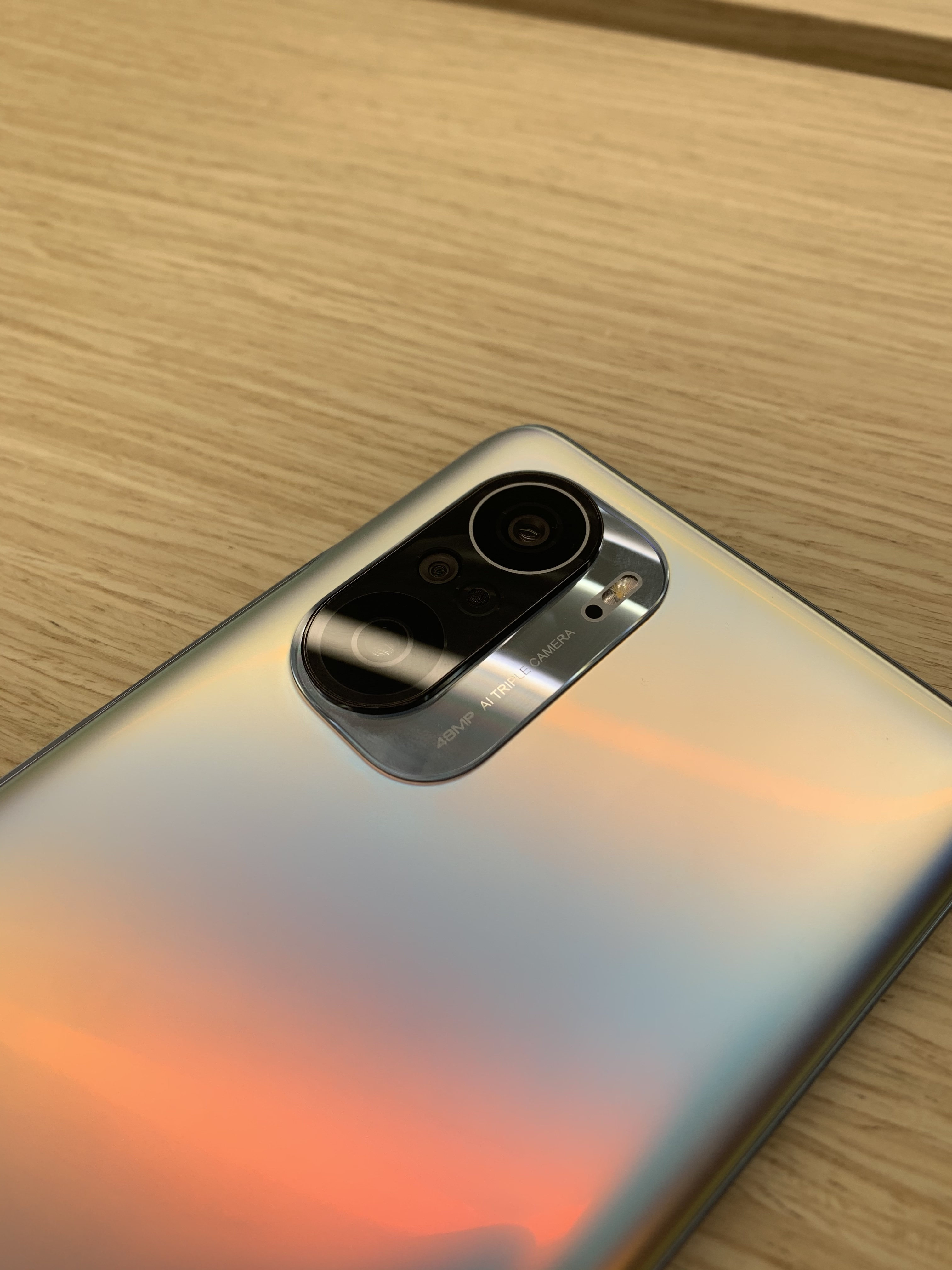
Модуль камери Redmi K40 у кольорі Dreamland

У всіх моделей екран виконаний зі скла Corning Gorilla Glass 5. Бокова частина K40 Gaming виконана з алюмінію, а у всіх інших — з полікарбонату. Задня панель K40S виконана з полікарбонату, а у всіх інших — зі скла Gorilla Glass 5. 
У Redmi K40, K40 Pro, K40 Pro+ та K40S знизу розміщені роз'єм USB-C, динамік, мікрофон та слот під 2 SIM-картки. Зверху розташовані додатковий мікрофон, ІЧ-порт та другий динамік. З правого боку розміщені кнопки регулювання гучності та кнопка блокування смартфону, в яку вбудований сканер відбитків пальців.

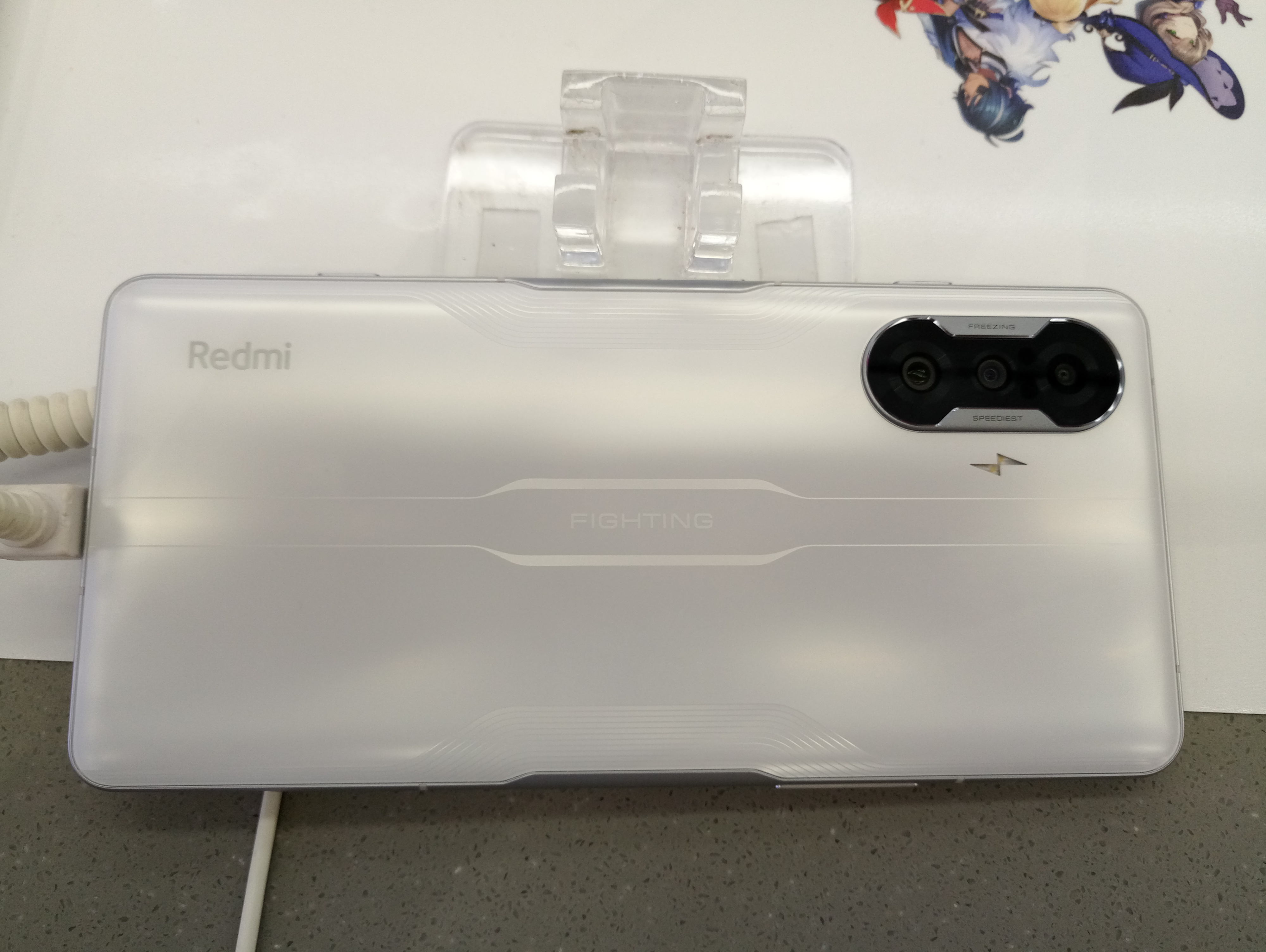
Задня панель Redmi K40 Gaming у сріблястому кольорі

У Redmi K40 Gaming знизу розміщені роз'єм USB-C, динамік та мікрофон. Зверху розташовані додатковий мікрофон, ІЧ-порт та другий динамік. З лівого боку розміщені кнопки регулювання гучності, додатковий мікрофон та слот під 2 SIM-картки. З правого боку розміщені кнопка блокування смартфону, в яку вбудований сканер відбитків пальців, механічні спускові гачки та слайдери для їх активації.

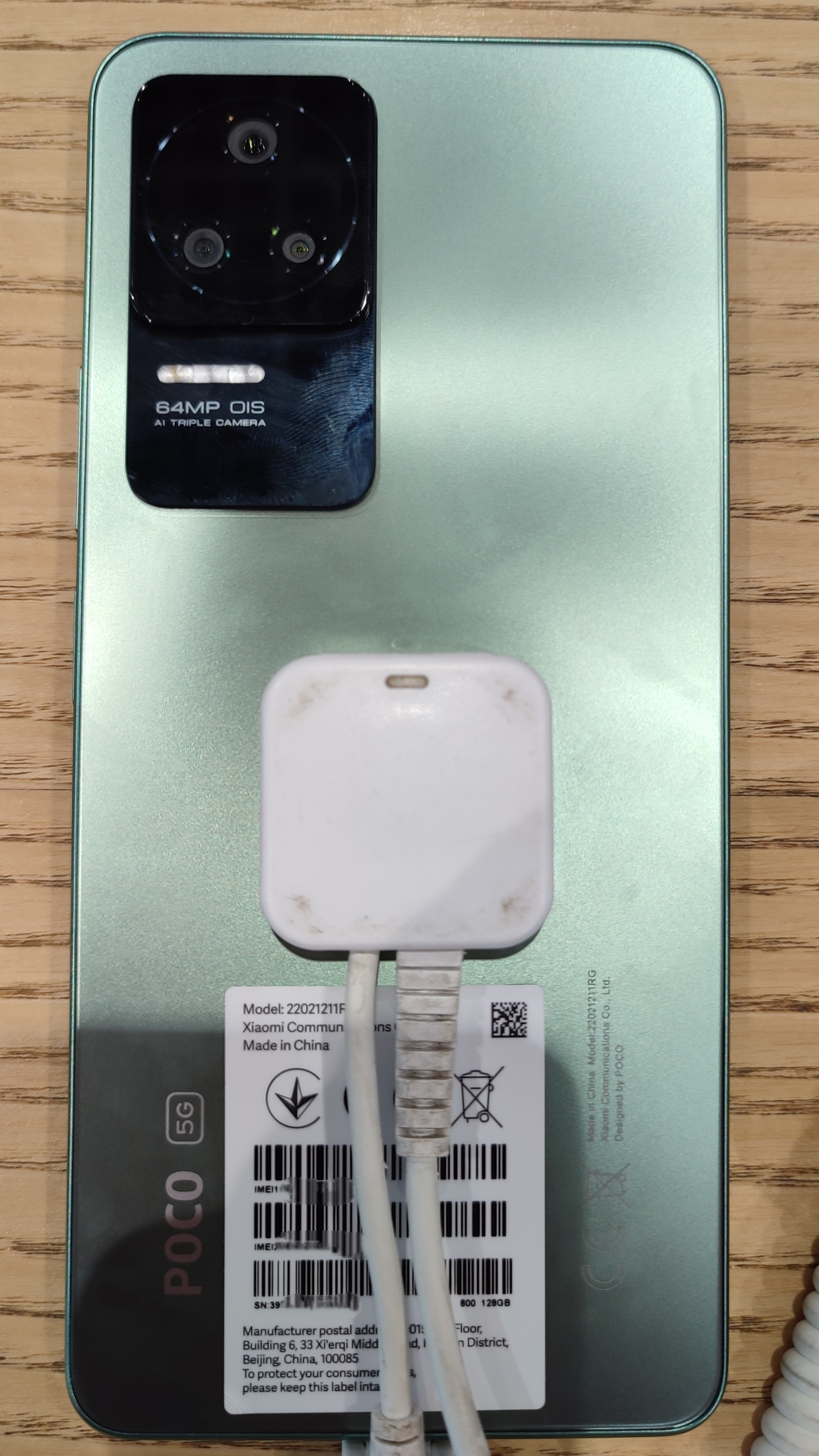
Задня панель POCO F4 в кольорі Nebula Green

В Китаї Redmi K40 продається в 3 кольорах: Bright Black (чорний), Dreamland (сріблястий) та Sunny Snow (білий).
В Китаї Redmi K40 Pro та K40 Pro+ продаються в 3 кольорах: Ink Feather (чорний з віерунком під пір'я), Dreamland (сріблястий) та Sunny Snow (білий).
В Україні POCO F3 продається в 3 кольорах: Night Black (чорний), Arctic White (білий) та Deep Ocean Blue (блакитний). Також разом з POCO M4 Pro 5G був представлений варіант кольору під назвою Moonlight Silver, який за оформленням подібний до Deep Ocean Blue, але має сріблястий колір.
В Україні Xiaomi Mi 11i продається в 3 кольорах: Cosmic Black (чорний), Celestial Silver (сріблястий) та Frosty White (білий).
В Індії Xiaomi Mi 11X та Mi 11X Pro продаються в 3 кольорах: Cosmic Black (чорний), Celestial Silver (сріблястий) та Lunar White (білий).
В Китаї Redmi K40 Gaming продається в 4 кольорах: чорному, сірому та сріблястому. Також існує спеціальне видання у жовтому кольорі Bruce Lee Yellow, що присвячена кіноактору Брюсу Лі.
В Індії POCO F3 GT продається в кольорах Predator Black (чорний) та Gunmetal Silver (сріблястий).
В Китаї Redmi K40S продається в 4 кольорах: Bright Black (чорний), Silent Flower (зелений), Silver Traces (сріблястий) and Magic Mirror (синьо-фіолетовий).
POCO F4 продається в 3 кольорах: Night Black (чорний), Nebula Green (зелений) та Moonlight Silver (сріблястий).

## Технічні характеристики

### Платформа
Redmi K40 та K40S отримали процесор Qualcomm Snapdragon 870 та графічний процесор Adreno 650.
Redmi K40 Pro та K40 Pro+ отримав процесор Qualcomm Snapdragon 888 та графічний процесор Adreno 660.
Redmi K40 Gaming отримав процесор MediaTek Dimensity 1200 та графічний процесор Mali-G77 MC9.

### Батарея
Батарея Redmi K40 Gaming отримала об'єм 5065 мА·год, K40S — 4500 мА·год, а в інших моделей — 4520 мА·год. У всіх моделей батарея літій-полімерного (Li-Po) типу.
Redmi K40 Gaming та K40S мають підтримку швидкої зарядки на 67 Вт, а всі інші моделі — 33 Вт.

### Камера

#### Основна
Redmi K40 отримав основну потрійну камеру 48 Мп, f/1.79 (ширококутний) + 8 Мп, f/2.2 (надширококутний) + 5 Мп, f/2.4 (телемакро) з фазовим автофокусом та здатністю запису відео в роздільній здатності 4K@30fps.
Redmi K40 Pro отримав основну потрійну камеру 64 Мп, f/1.89 (ширококутний) + 8 Мп, f/2.2 (надширококутний) + 5 Мп, f/2.4 (телемакро) з фазовим автофокусом та здатністю запису відео в роздільній здатності 8K@30fps.
Redmi K40 Pro+ отримав основну потрійну камеру 108 Мп, f/1.75 (ширококутний) + 8 Мп, f/2.2 (надширококутний) + 5 Мп, f/2.4 (телемакро) з фазовим автофокусом та здатністю запису відео в роздільній здатності 8K@30fps.
Redmi K40S отримав основну потрійну камеру 48 Мп, f/1.79 (ширококутний) з оптичною стабілізацією + 8 Мп, f/2.2 (надширококутний) + 2 Мп, f/2.4 (макро) з фазовим автофокусом та здатністю запису відео в роздільній здатності 4K@30fps.
POCO F4 отримав основну потрійну камеру 64 Мп, f/1.79 (ширококутний) з оптичною стабілізацією + 8 Мп, f/2.2 (надширококутний) + 2 Мп, f/2.4 (макро) з фазовим автофокусом та здатністю запису відео в роздільній здатності 4K@30fps.
Redmi K40 Gaming отримав основну потрійну камеру 64 Мп, f/1.65 (ширококутний) + 8 Мп, f/2.2 (надширококутний) + 2 Мп, f/2.4 (макро) з фазовим автофокусом та здатністю запису відео в роздільній здатності 4K@30fps.

#### Фронтальна
Redmi K40 Gaming отримав фронтальну камеру 16 Мп, f/2.5 (ширококутний) та здатністю запису відео в роздільній здатності 1080p@30fps.
Також інші моделі отримали фронтальну камеру з роздільністю 20 Мп, f/2.5 (ширококутний). та
Фронтальна камера всіх моделей отримала можливість запису відео в роздільній здатності 1080p@30fps.

### Екран
Екран у K40 Gaming OLED, а у всіх інших — Super AMOLED, 6.67", FullHD+ (2400 × 1080) зі щільністю пікселів 395 ppi, співвідношенням сторін 20:9, частотою оновлення дисплея 120 Гц, підтримкою HDR10+ та вирізом під фронтальну камеру, що розміщений зверху в центрі.

### Звук
Смартфони отримали стереодинаміки. Динаміки розташовані на верхньому та нижньому торцях. Динаміки K40 Gaming розроблені спільно з JBL.

### Пам'ять
Redmi K40, K40S та POCO F4 продаються в комплектаціях 6/128, 8/128, 8/256 та 12/256 ГБ.
Redmi K40 Pro та POCO F3 GT продаються в комплектаціях 6/128, 8/128 та 8/256 ГБ.
Redmi K40 Pro+ продається в комплектації 12/256 ГБ.
POCO F3 та Xiaomi Mi 11X продається в комплектаціях 6/128 та 8/256 ГБ.
Xiaomi Mi 11i та Mi 11X Pro продаються в комплектаціях 8/128 та 8/256 ГБ.
Redmi K40 Gaming продається в комплектаціях 6/128, 8/128, 12/128, 8/256 та 12/256 ГБ.

### Програмне забезпечення
Redmi K40/Mi 11X, K40 Pro та K40 Pro+/Mi 11i/Mi 11X Pro були випущені на MIUI 12, K40 Gaming — на MIUI 12.5, POCO F3 — на MIUI 12 для POCO, а F3 GT — MIUI 12.5 для POCO. Всі оболонки на базі Android 11. Redmi K40, K40 Gaming, Mi 11X, POCO F3 та F3 GT були оновлені до Xiaomi HyperOS на базі Android 13, а всі інші моделі — до Xiaomi HyperOS на базі Android 14.
Redmi K40S був випущений на MIUI 13, а POCO F4 — на MIUI 13 для POCO. Обидві оболонки на базі Android 12. Пізніше моделі були оновлені до Xiaomi HyperOS на базі Android 14.

## Рецензії

### POCO F3
Оглядач з інформаційного порталу ITC.ua поставив POCO F3 4.5 бали з 5. До мінусів він відніс великуваті габарити, зазори задньою панелі і відсутність захисту від води і пилу. До плюсів оглядач відніс флагманський дизайн виробника з близькими до дорожчих моделей матеріалами, дисплей, стереодинаміки, сканування лиця і відбитків пальців, продуктивність, дуже непогані камери (в своєму сегменті), впевнену автономність, дуже швидку зарядку та ціну. У висновку він сказав: «Перший акцент цієї моделі виробник робить на продуктивності, яка тут справді чудова для такої вартості смартфона. Але і більш того, вік оснащений класними дисплеєм і динаміками, добре виглядає, достатньо довго працює і дуже швидко заряджається. До роботи камер є свої претензії, хоча в своєму ціновому діапазоні, це все ж хороші сенсори. Так що в цілому у компанії справді вийшло зібрати цікавий смартфон…»
Оглядач Ілля Котляров (також відомий як власник YouTube-каналу XTB) до мінусів POCO F3 відніс відсутність датчика повідомлень, матрицю екрана без DC Dimming (зменшення рівня ШІМу), відсутність роз’єму 3,5 мм під навушники, хоча й відзначив, в комплекті є відповідний перехідник, недостатню ємність батареї та не передбаченість розширення пам’яті за допомогою карток пам’яті. До плюсів оглядач відніс AMOLED-екран, стереозвук з підтримкою Dolby Atmos, флагманський дизайн і вагу, Always-On Display (також відомий як «Активний екран»), камеру та її фішки. У підсумку оглядач сказав, що «Смартфон дуже приємно здивував, як би хто не обурювався. Об'єктивно кажучи, попри чималий на сьогодні вибір нових смартфонів, POCO F3 цілком справедливо займає своє місце у своєму ціновому сегменті.»